# إبرق السافل (القفر)

تعديل مصدري - تعديل

ابرق السافل محلة تابعة لقرية مدحج العالي، التابعة لعزلة مدحجين بمديرية القفر إحدى مديريات محافظة إب في الجمهورية اليمنية، بلغ تعداد سكانها 29 حسب تعداد اليمن لعام 2004.